# Артур (ТВ серија)
Артур (енгл. Arthur) америчка је анимирана телевизијска серија коју је створила Кети Во за PBS. Радња је смештена у измишљени град Елвуд и врти се око Артура Рида, антропоморфног мравоједа, као и његових пријатеља и породице. Серија је настала по истоименом серијалу књига које је написао Марк Браун.
Серија је добила изузетно позитивне рецензије критичара, који су посебно похвалили обраду тема као што су астма, дислексија, рак, дијабетес и аутизам. Такође је подстицала читање и изградњу добрих односа са породицом и пријатељима, објашњавајући да људи имају различите личности, уверења и интересовања. Једна је од најдужих америчких анимираних серија.